# Touget
Touget è un comune francese di 518 abitanti situato nel dipartimento del Gers nella regione Occitania.
Il territorio comunale è bagnato dalle acque del fiume Gimone.

## Società

### Evoluzione demografica
Abitanti censiti
Nel 2013, il comune contava 518 abitanti. L'evoluzione demografica di Touget è nota grazie ai censimenti, effettuati nel comune già dal 1793.